# Phelotis
Phelotis là một chi bướm đêm thuộc họ Geometridae.